# Джон де Лансі
Джон де Лансі молодший (англ. John de Lancie, Jr.; нар. 20 березня 1948 року) — американський актор, режисер, продюсер, письменник, співак, музикант та комік. Найбільше відомий за роллю Q у телесеріалах «Зоряний шлях: Наступне покоління», «Зоряний шлях: Глибокий космос 9», «Зоряний шлях: Вояжер», «Зоряний шлях: Пікар» та як Діскорд в мультсеріалі «Дружба — це диво».

## Життєпис
Джонатан де Лансі народився в Філадельфії, штат Пенсільванія 20 березня 1948 року в родині гобоїста Філадельфійського оркестру (з 1954 по 1977 рік) Джона де Лансі (1921—2002) та його дружини Андреа де Лансі.

### Кар'єра
Де Лансі виконав другорядну роль Q в декількох частинах франшизи «Зоряний шлях». Q є одним з небагатьох персонажів, що з'являються в декількох телесеріалах франшизи:
- «Зоряний шлях: Наступне покоління»: 8 епізодів («Encounter at Farpoint», «Hide and Q», «Q Who», «Deja Q», «Qpid», «True Q», «Tapestry», «All Good Things …»);
- «Зоряний шлях: Глибокий космос 9»: 1 епізод («Q-Less»);
- «Зоряний шлях: Вояжер»: 3 епізоди («Death Wish», «The Q and the Grey», «Q2»).
- «Зоряний шлях: Пікар»: упродовж 2-го сезону.

Син Де Лансі — Кіган де Лансі — знявся разом з батьком у ролі сина Q в епізоді «Q2» «Зоряного шляху: Вояжер».